# 福住里 (臺中市)
福住里，舊稱「山寮」，日治時期稱「北汕庄」，前身「福住村」，位於臺灣臺中市大安區北部，北接永安里，南鄰海墘、西安兩里，東界大甲區德化里，西臨臺灣海峽。境內的大安濱海樂園為大安區著名的觀光景點。

## 歷史
福住里舊稱「山寮」、「蘆竹湳仔」，前者得名由來係因該里南北七路以東地區地勢較高，故名；後者得名由來則是因該里南北七路以西地區地勢較低窪，土水鬆軟，早期移民見蘆竹蔓生，故名。其後由於當地常因大安溪洪水氾濫而發生大水災，為避免水災的恐懼而改名「福住」。
日治時期，1901年，福住里屬大甲支廳大安區北汕庄。至1920年起，隸屬大安庄北汕大字。1945年，改名為「福住村」。2010年12月25日配合臺中縣市合併，臺中縣大安鄉福住村改制為臺中市大安區「福住里」。

## 地理
福住里位於大安區北部，北接永安里，南鄰海墘、西安兩里，東界大甲區德化里，西臨臺灣海峽。全里屬於大安溪沖積扇的一部份，境內地勢低平，由東向西降緩，因大安溪河口堆積物的影響而使沿海一帶多為砂礫質海灘，河口網流密佈。
福住里居民主要姓氏有吳姓、易姓。

## 政治

### 歷任首長
福住村村長（中華民國接管臺灣後初期）
| 任次 | 姓名   | 上任日期       | 卸任日期      | 備註 |
| ---- | ------ | -------------- | ------------- | ---- |
| 1    | 易寶進 | 1945年12月14日 | 1946年2月25日 |      |

福住村村長（民選）
| 任次 | 姓名   | 黨籍       | 上任日期       | 卸任日期       | 備註     |
| ---- | ------ | ---------- | -------------- | -------------- | -------- |
| 1    | 易寶進 |            | 1946年2月26日  | 1948年3月25日  | 民選首任 |
| 2    | 王發   |            | 1948年3月26日  | 1950年9月30日  |          |
| 3    | 王發   |            | 1950年10月1日  | 1952年12月13日 |          |
| 4    | 王發   |            | 1952年12月14日 | 1955年4月16日  |          |
| 5    | 王木才 |            | 1955年4月17日  | 1958年4月26日  |          |
| 6    | 王木才 |            | 1958年4月27日  | 1961年4月22日  |          |
| 7    | 王木才 |            | 1961年4月23日  | 1965年5月1日   |          |
| 8    | 吳天送 |            | 1965年5月2日   | 1969年5月31日  |          |
| 9    | 王木才 |            | 1969年6月1日   | 1974年7月29日  |          |
| 10   | 吳丁發 |            | 1974年7月30日  | 1978年7月31日  |          |
| 11   | 吳丁發 |            | 1978年8月1日   | 1981年5月30日  | 任內死亡 |
| 11   | 吳國富 |            | 1981年7月18日  | 1982年7月31日  | 補選     |
| 12   | 吳國富 |            | 1982年8月1日   | 1986年7月31日  |          |
| 13   | 吳國富 |            | 1986年8月1日   | 1990年7月31日  |          |
| 14   | 吳國富 | 中國國民黨 | 1990年8月1日   | 1994年7月31日  |          |
| 15   | 吳國富 | 中國國民黨 | 1994年8月1日   | 1998年7月31日  |          |
| 16   | 吳水木 | 無黨籍     | 1998年8月1日   | 2002年7月31日  |          |
| 17   | 吳水木 | 無黨籍     | 2002年8月1日   | 2006年7月31日  |          |
| 18   | 吳水木 | 無黨籍     | 2006年8月1日   | 2010年12月24日 |          |

福住里里長（民選）
| 任次 | 姓名   | 黨籍   | 上任日期       | 卸任日期       | 備註 |
| ---- | ------ | ------ | -------------- | -------------- | ---- |
| 1    | 陳金隆 | 無黨籍 | 2010年12月25日 | 2014年12月24日 |      |
| 2    | 吳添福 | 無黨籍 | 2014年12月25日 | 2018年12月24日 |      |
| 3    | 陳金隆 | 無黨籍 | 2018年12月25日 | 2022年12月24日 |      |
| 4    | 吳添福 | 無黨籍 | 2022年12月25日 |                | 現任 |

## 經濟
福住里的經濟產業主要為農業，農作物以水稻、越瓜、苦瓜為大宗，並有部分居民從事漁業。

## 文化
- 拜溪頭

- 福安宮
- 保安宮

## 教育
福住里境內並無任何國民中小學的設立。在國中學區劃分上，福住里全境皆屬於大安國中的學區範圍；在國小學區劃分上，福住里1至5鄰屬於永安國小的學區範圍，6至7鄰則屬於海墘國小的學區範圍。

## 交通

### 公車
臺中市市區公車行經福住里的路線有172路（大甲至福住里）、658路（大安濱海樂園至惠文高中，包括行駛大安港路的副線）、661路（致用高中－大甲車站－永安國小環狀路線）等3條公車路線，提供當地居民搭乘及轉乘之用，其中658路可遠通臺中市區，為該里較為重要的公車路線。

### 公路
- 台61線：136 福住交流道[20]
- 中7線：中山北路
- 中8線：東西五路
- 中9線：南北七路

### 公共自行車
- 臺中市公共自行車租賃系統
  - 大安濱海樂園

## 旅遊
大安濱海樂園，又稱「大安海水浴場」，全場佔地約有17公頃，於1928年創立，其最早舊址位於舊大安港口海堤外，後於日治末期受到戰爭影響，物資缺乏，浴場房舍建材遭到拆除作為其他用途，原址已被沖入海水中。一直到1961年，時任大安鄉鄉長吳泉水等人提倡重建，在海墘村（今海墘里）重新創立，隨後由於北汕溪受到上游廢水污染的影響，水質逐漸不佳，鄉公所鑑於原址對岸之北汕的自然景觀可提供遊客休憩場所，因此分別向臺灣省政府與臺中縣政府申請貸款與補助，1981年遷建於北汕現址。其後由於大腸桿菌超標，長期的水質問題未有改善，以致於無廠商願意接手營運而於2006年11月關閉。後經臺中市政府觀光旅遊局針對其附近水域整體調查與評估規劃，臺中市政府復於2013年8月1日開放民眾可於大安濱海樂園從事衝浪及放風箏活動，並因沙灘之沙質較為細緻，在每年夏季舉辦「大安沙雕音樂季」等活動。